# 1169 هـ
1169 هـ هي سنة في التقويم الهجري امتدت مقابلةً في التقويم الميلادي بين سنتي 1755 و1756.

جاكب جورج كريستيان أدلر

## مواليد
- جاكب جورج كريستيان أدلر
- خالد الجليلي
- دومباي
- غيوم أنطوان أوليفييه

## وفيات
- خان آرزو